# Andrea Aiello
Andrea Aiello (Parma, 7 agosto 1970) è un ex pallavolista italiano.

## Biografia
Andrea Aiello ha cominciato a giocare a pallavolo mentre frequentava il Liceo Scientifico San Benedetto di Parma, portato a cimentarsi in questo sport dal professor Franco Del Chicca, figlio di Renzo Del Chicca, ritenuto uno dei padri fondatori della pallavolo nazionale.
Al termine della propria attività agonistica, Andrea Aiello si è laureato in ingegneria. In seguito ha ricoperto, per un certo periodo, ruoli importanti all’interno dell’Amministrazione Comunale di Parma e si è prestato per candidarsi in due occasioni alle elezioni comunali.
Inoltre, una volta chiuso con la pallavolo, si è dedicato alla maratona con buoni risultati.
Nel 2021 ha ricoperto un ruolo da protagonista nel docu-film Il Grande Slam - Generazione di fenomeni  diretto da Mario Maellaro e condotto da Jacopo Volpi..

## Carriera

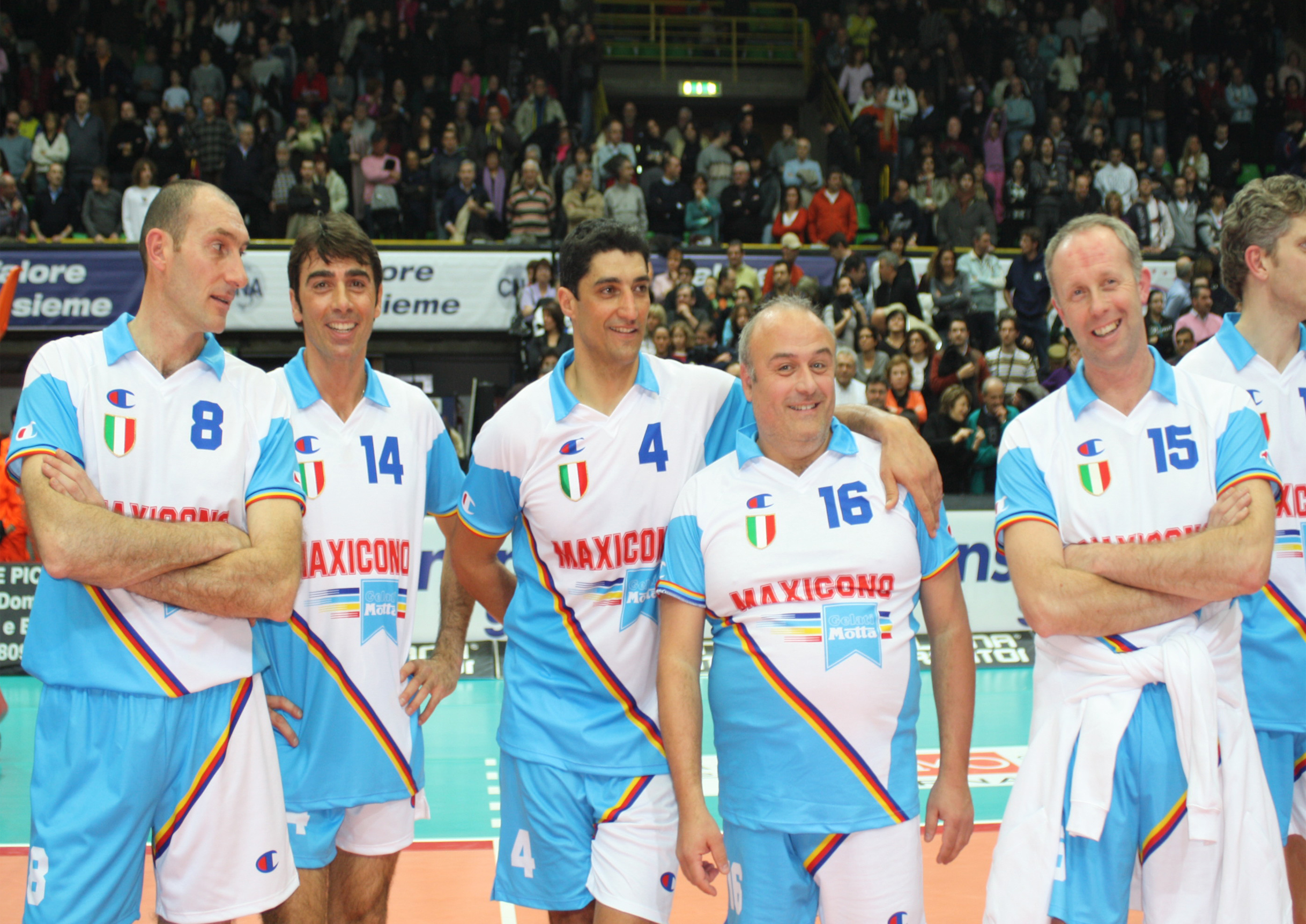
A.Aiello con alcuni ex compagni di squadra durante la Sfida delle Stelle del 2009

Nel 1985 è entrato nelle giovanili della Santàl Parma, cominciando a fare le prime apparizioni nella squadra allenata da Gian Paolo Montali, dove già militavano Roberto Piazza, Carlo Alberto Cova, Andrea Giani, Luca Panizzi e Riccardo Michieletto che raggiungerà nella prima squadra di A1 tre anni dopo. 
Nella sseoconda stagione nelle giovanili, la 1986-87, si è laureato campione italiano under 18.
A dicembre 1988 è stato chiamato in prima squadra a sostituire l’infortunato Michele Carra, ed in quella stagione, con la Maxicono Parma conquisterà la Coppa delle Coppe e la Supercoppa Europea.
La stagione successiva, quella squadra è riuscita a fare ancora meglio, conquistando il Grande Slam, ossia vincendo lo Scudetto, la Coppa Italia, la Coppa delle Coppe, la Supercoppa Europea ed il Mundialito per Club.
La stagione successiva con allenatore Bebeto, Andrea non è riuscito a trovare molto spazio, così ha chiesto e ottenuto di essere ceduto in prestito a Ferrara. Qui ha disputato un buon campionato tant’è che la società di Parma lo ha rivoluto indietro la stagione successiva, la 1992-93, nella quale ha vinto l’ultimo scudetto della propria storia.
Sono seguiti altri due anni in prestito alla Virgilio Mantova, dalla quale è stato richiamato a Parma nella stagione 1995-96  per aiutare una squadra in crisi economica e di organico. Questa volta è rimasto a giocare nella sua città per tre anni, risultando decisivo nel ruolo di capitano per la salvezza della squadra in A2. Nella stagione 1998-99 è passato a Verona dove ha disputato un buon campionato di A1 venendo quindi contattato ed ingaggiato da Casa Modena Volley con la quale ha sfiorato lo scudetto. 
A seguito delle ultime ottime annate, la dirigenza di Parma lo ha convinto a tornare nella Maxicono Parma nella stagione 2000-01, riaffidandogli i gradi di capitano che ha mantenuto fino alla chiusura di quella società. A Parma ha disputato due ottime stagioni con risultati di squadra al di sopra delle aspettative tanto in regular season come nei play-off.
Negli ultimi tre anni di serie A1, Aiello ha militato nelle squadre di Verona, Macerata e Ferrara.

## Palmarès

### Giocatore

#### Competizioni giovanili
- Campionato italiano Under 18: 1

Parma: 1985-86

##### Competizioni nazionali
- Campionato italiano: 2

Parma: 1989-90, 1992-93
- Coppa Italia: 1

Parma: 1989-90

##### Competizioni internazionali
- Coppa delle Coppe: 2

Parma: 1988-89, 1988-90
- Supercoppa europea: 2

Parma: 1989, 1990
- Campionato mondiale per club: 1

Parma: 1989

## Riconoscimenti
- 1990 – Medaglia di Bronzo nazionale al valore atletico del CONI[20]
- 1993 – Medaglia di Bronzo nazionale al valore atletico del CONI[20]